# Ptychocheilus
Ptychocheilus is een geslacht van straalvinnige vissen uit de familie van karpers (Cyprinidae).

## Soorten
- Ptychocheilus grandis (Ayres, 1854)
- Ptychocheilus lucius Girard, 1856
- Ptychocheilus oregonensis (Richardson, 1836)
- Ptychocheilus umpquae Snyder, 1908